# 贝维拉夸
贝维拉夸（義大利語：Bevilacqua），是意大利威尼托大区维罗纳省的一个市镇。总面积12.12平方公里，人口1835人，人口密度151.4人/平方公里（2009年）。国家统计（ISTAT）代码为023008。